# Semiothisa signata
Semiothisa signata là một loài bướm đêm trong họ Geometridae.